# FAW Group
FAW Group Corporation (中国第一汽车集团) je čínský výrobce automobilů. Sídlí ve městě Čchang-čchun v provincie Ťi-lin. Je ve vlastnictví státu a má 28 poboček.
Byla založena v roce 1953 a dostala název První automobilová továrna (anglicky First Automobile Works, odtud název FAW). Ve znaku má číslici 1 s rozepjatými křídly. Zpočátku firma vyráběla pouze nákladní automobily, v roce 1958 se objevila luxusní limuzína Hongqi (Rudý prapor) určená pro vysoké stranické funkcionáře. FAW vyrábí také značky Bestune, Haima, Senia a FAW Oley. V roce 1991 vzniklo joint venture FAW s Volkswagen, kde má čínský stát šedesát procent akcií.
V roce 2020 FAW představilo elektromobil s holografickou asistentkou.
Firma má více než 130 000 zaměstnanců a vyrobí 2,7 milionu vozů ročně. Patří ke čtveřici největších čínských automobilek. V roce 2021 oznámila plán na převzetí společnosti Brilliance China Automotive Holdings.